# Bahnhof Yokohama
Der Bahnhof Yokohama (jap. 横浜駅, Yokohama-eki) ist ein Bahnhof auf der japanischen Insel Honshū. Er befindet sich auf dem Gebiet der Stadt Yokohama in der Präfektur Kanagawa, genauer im Bezirk Nishi-ku. Der bedeutende Knotenbahnhof wird gemeinsam von den Bahngesellschaften JR East, Keikyū, Sagami Tetsudō, Tōkyū Dentetsu und Yokohama Kōsoku Tetsudō betrieben. Ebenso ist er an die U-Bahn Yokohama angebunden sowie eine bedeutende Drehscheibe des Busverkehrs. Der Bahnhof Yokohama besteht seit 1928. Zuvor war seit der Eröffnung von Japans erster Eisenbahnlinie im Jahr 1872 Sakuragichō der Hauptbahnhof der Stadt gewesen. Ein 1915 erstellter Neubau wurde nur acht Jahre später durch das Große Kantō-Erdbeben zerstört, worauf man den Bahnhof an den heutigen Standort versetzte.

## Verbindungen
Yokohama ist einer der bedeutendsten Knotenbahnhöfe des Landes. Hier treffen elf Bahnstrecken von sechs verschiedenen Bahngesellschaften aufeinander. JR East ist mit sechs Strecken vertreten: Tōkaidō-Hauptlinie, Keihin-Tōhoku-Linie, Negishi-Linie, Shōnan-Shinjuku-Linie, Yokohama-Linie und Yokosuka-Linie. Hinzu kommen die Keikyū-Hauptlinie von Keikyū, die Tōyoko-Linie der Tōkyū Dentetsu, die Sōtetsu-Hauptlinie der Sagami Tetsudō, die Minatomirai-Linie der Yokohama Kōsoku Tetsudō sowie die Blaue Linie der U-Bahn Yokohama.
Die Tōkaidō-Hauptlinie dient überwiegend dem beschleunigten Pendlerverkehr über mittlere Entfernungen. Es verkehren in dichtem Takt zwei verschiedene Eilzüge, der Rapid Acty (快速アクティー, Kaisoku akutī) und der Commuter Rapid (通勤快速, Tsūkin Kaisoku) von Tokio nach Atami bzw. Odawara. Hinzu kommen die Shōnan Liner (Eilzüge während der Verkehrsspitze mit reservierten Sitzplätzen), touristische Ausflugszüge, der zwischen Tokio und der Izu-Halbinsel verkehrende Regionalschnellzug Odoriko sowie die Nachtzüge Sunrise Seto und Sunrise Izumo. Die meisten Nahverkehrszüge, deren Endstation früher der Bahnhof Tokio war, verkehren seit 2015 weiter auf der Ueno-Tokio-Linie nach Ueno. Sie werden dadurch mit der Utsunomiya-Linie, der Jōban-Linie und der Takasaki-Linie im nördlichen Teil der Metropolregion verknüpft. Eine wichtige Schnellzugverbindung ist der Narita Express von Ōfuna zum Flughafen Narita.
Die von Ōmiya und Tokio her kommende Keihin-Tōhoku-Linie deckt den Lokalverkehr ab, verfügt über eigene Gleise und ist in Yokohama mit der Negishi-Linie nach Ōfuna verknüpft. Ebenfalls teilweise parallel zur Tōkaidō-Hauptlinie verlaufen die Shōnan-Shinjuku-Linie und die Yokosuka-Linie. Erstere verbindet Utsunomiya und Maebashi im Norden mit Zushi und Odawara im Süden, letztere ist im Bahnhof Tokio mit der in Chiba beginnenden Sōbu-Schnellbahnlinie verknüpft und führt über Yokohama nach Kurihama. Eine weitere enge betriebliche Verknüpfung besteht zwischen der Negishi-Linie und der Yokohama-Linie, die über Shin-Yokohama (dort Anschluss an die Tōkaidō-Shinkansen) nach Hachiōji führt.
Auf der Keikyū-Hauptlinie werden zahlreiche Züge zwischen Shinagawa in Tokio und Uraga angeboten, wobei einige davon zur Asakusa-Linie der U-Bahn Tokio durchgebunden werden oder über die Keikyū-Flughafenlinie zum Flughafen Haneda verkehren. Die Minatomirai-Linie und die daran anschließende Tōyoko-Linie bilden zusammen eine umsteigefreie Verbindung von Motomachi-Chūkagai über Yokohama nach Shibuya; dort besteht über die Fukutoshin-Linie der U-Bahn Tokio eine weitere Durchbindung zum Streckennetz der Bahngesellschaften Tōbu Tetsudō und Seibu Tetsudō. In die westlichen Vororte Yokohamas führt die Sōtetsu-Hauptlinie nach Ebina. Die vom Verkehrsamt der Stadt Yokohama betriebene Blaue Linie der U-Bahn verkehrt von ca. 5:30 bis 0:30 Uhr, je nach Tageszeit sieben bis 14 Mal stündlich.
Mehrere Busbahnhöfe machen den Bahnhof Yokohama zur wichtigsten Drehscheibe des öffentlichen Personennahverkehrs. Jener östlich des Bahnhofs befindet sich im ersten Stockwerk des Hochhauses Yokohama New City Building. Er wird von mehr als zwanzig lokalen Buslinien des Verkehrsamtes sowie der Gesellschaften Kanagawa Chūō Kōtsuū und Keihin Kyūkō Bus bedient; ebenso fahren von hier aus drei Dutzend Nachtlinien, Schnellbusse und Flughafenzubringer. Zahlreiche Fernbusse in alle Regionen Japans verkehren vom Yokohama City Air Terminal aus, der sich im ersten Stockwerk des benachbarten Bürokomplexes Yokohama Sky Building befindet. Der Busbahnhof beim westlichen Ausgang verteilt sich auf dem Bahnhofsvorplatz sowie auf zwei Nebenstraßen. Von hier aus verkehren mehr als fünfzig Buslinien des Verkehrsamtes sowie der Gesellschaften Kanagawa Chūō Kōtsuū und Sōtetsu Bus.

## Anlage

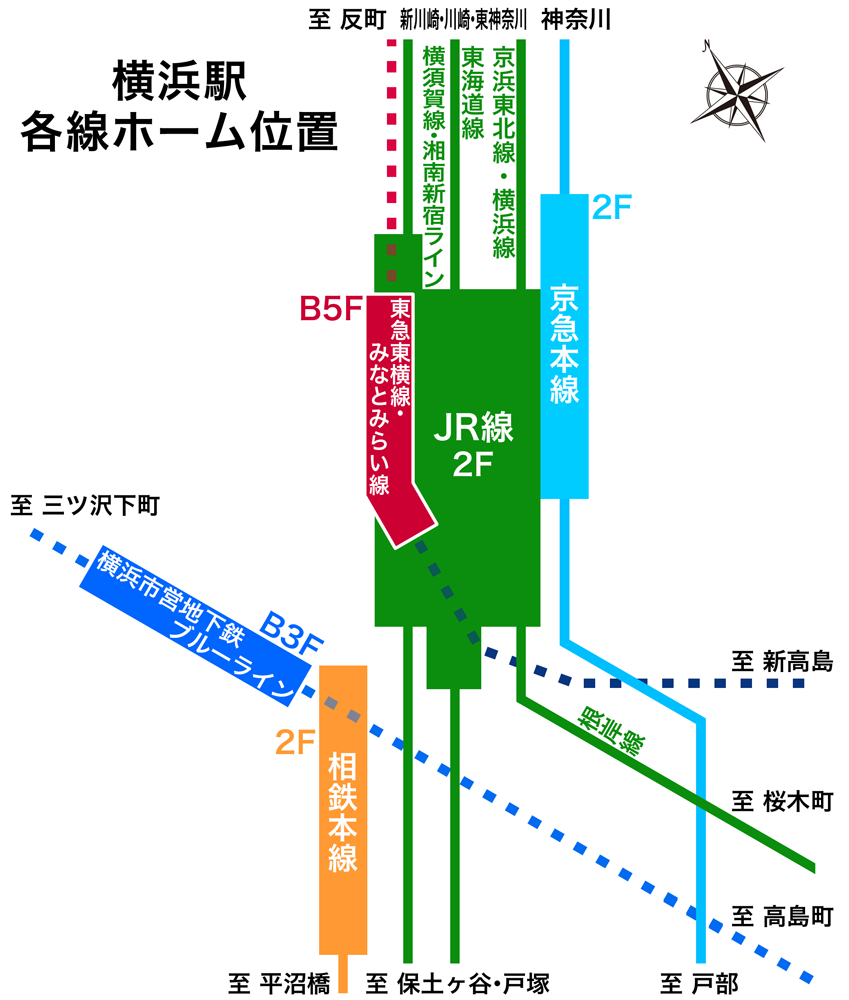
Lage der Bahnhofteile
JR East
Tōkyū / YKT
Keikyū
Sōtetsu
U-Bahn

Von der Bauform her ist Yokohama eine Kombination aus drei Durchgangsbahnhhöfen und einem Kopfbahnhof. Sie befinden sich an der Grenze zwischen den Stadtteilen Kitasaiwai im Westen und Takashima im Osten, die beide zum Bezirk Nishi-ku gehören. Das Gebiet, auf dem der Bahnhof steht, lag bis zum Ende der Edo-Zeit in einer seichten Bucht namens Sodegaura, die an die Bucht von Tokio anschloss und 1869 im Rahmen eines ambitionierten privaten Landgewinnungsvorhabens trockengelegt wurde (der danach entstandene Stadtteil ist nach dem dafür verantwortlichen Geschäftsmann Takeshima Kaemon benannt). Heute ist die Gegend geprägt von zahlreichen Hochhäusern geprägt. Östlich des Bahnhofs befinden sich unter anderem die Hauptsitze von Nissan und Isuzu, das Yokohama Sky Building, die Warenhäuser Sogō und Marui sowie der aus der Umwandlung früherer Hafenanlagen entstandene Stadtteil Minato Mirai 21. Westlich davon sind weitere Bürogebäude sowie Hochschulen zu finden.
Der oberirdische Teil der Anlage ist von Nordosten nach Südwesten ausgerichtet. Im westlichen Teil des Bahnhofs verfügt JR East über acht Gleise an vier vollständig überdachten Mittelbahnsteigen, die jeweils Platz für Züge mit bis zu 15 Wagen bieten. Der Zugang zu den Bahnsteigen erfolgt im ersten Untergeschoss über drei großräumige Unterführungen am nördlichen und südlichen Ende sowie im zentralen Bereich, die jeweils mehrere hundert Meter lang sind. Untereinander sind sie im zweiten Untergeschoss durch eine weitere Unterführung in Nordost-Südwest-Richtung verbunden. Die parallel zu den JR-Gleisen verlaufenden Gleise von Keikyū erschließen an der Ostseite des Bahnhofs zwei Gleise an zwei eingehausten Seitenbahnsteigen; sie bieten Platz für Züge mit zehn Wagen.
Im fünften Untergeschoss, unterhalb der westlichsten JR-Gleise, befindet sich der gemeinsam von Tōkyū Dentetsu und Yokohama Kōsoku Tetsudō genutzte Tunnelbahnhof. Er ist von der Unterführung im zweiten Untergeschoss aus erreichbar und besitzt zwei Gleise an einem Mittelbahnsteig, die mit Bahnsteigtüren ausgestattet sind. Der Kopfbahnhof der Sagami Tetsudō (Sōtetsu) befinden sich erhöht und etwas nach Süden versetzt neben den westlichen JR-Gleisen, im ersten Obergeschoss eines Seitenflügels des dortigen Empfangsgebäudes. Drei Gleise enden stumpf an je zwei Seiten- und Mittelbahnsteigen, sodass das Ein- und Aussteigen jeweils getrennt erfolgen kann (spanische Lösung). Alle Bahnsteige besitzen Bahnsteigtüren und bieten Platz für Zehn-Wagen-Züge. Der im Gegensatz zu allen anderen Bahnhofteilen von Nordwesten nach Südosten ausgerichtete U-Bahnhof der Blauen Linie ist südwestlich des JR-Bahnhofs im dritten Untergeschoss zu finden. Er besitzt zwei Gleise an einem Mittelbahnsteig mit Bahnsteigtüren und ist über die mittlere Hauptunterführung aus erreichbar.
Vielfältig sind die Einkaufsmöglichkeiten. In den Unterführungen an der Ostseite ist auf mehreren Ebenen das Einkaufszentrum Yokohama Porta zu finden. Es umfasst mehr als 120 Läden und gehört dem Unternehmen Yokohama New City Center, an dem die Bahngesellschaft Keikyū mehrheitlich beteiligt ist. Das achtgeschossige östliche Empfangsgebäude enthält das Einkaufszentrum LUMINE Yokohama mit 180 weiteren Läden, das einer Tochtergesellschaft von JR East gehört. Mit Abstand am größten ist das Joinus Yokohama beim Westausgang. Es ist im Besitz der Sagami Tetsudō und umfasst rund 400 Läden auf zwei unter- und acht oberirdischen Geschossen.
Im Fiskaljahr 2018 nutzten durchschnittlich 1.898.066 Fahrgäste täglich den Bahnhof. Davon entfielen 423.651 auf JR East, 367.023 auf Tōkyū, 327.025 auf Keikyū, 429.114 auf die Sagami Tetsudō, 207.635 auf Yokohama Kōsoku Tetsudō und 143.618 auf die U-Bahn. Somit ist Yokohama der am fünftmeisten genutzte Bahnhof Japans.

## Bilder

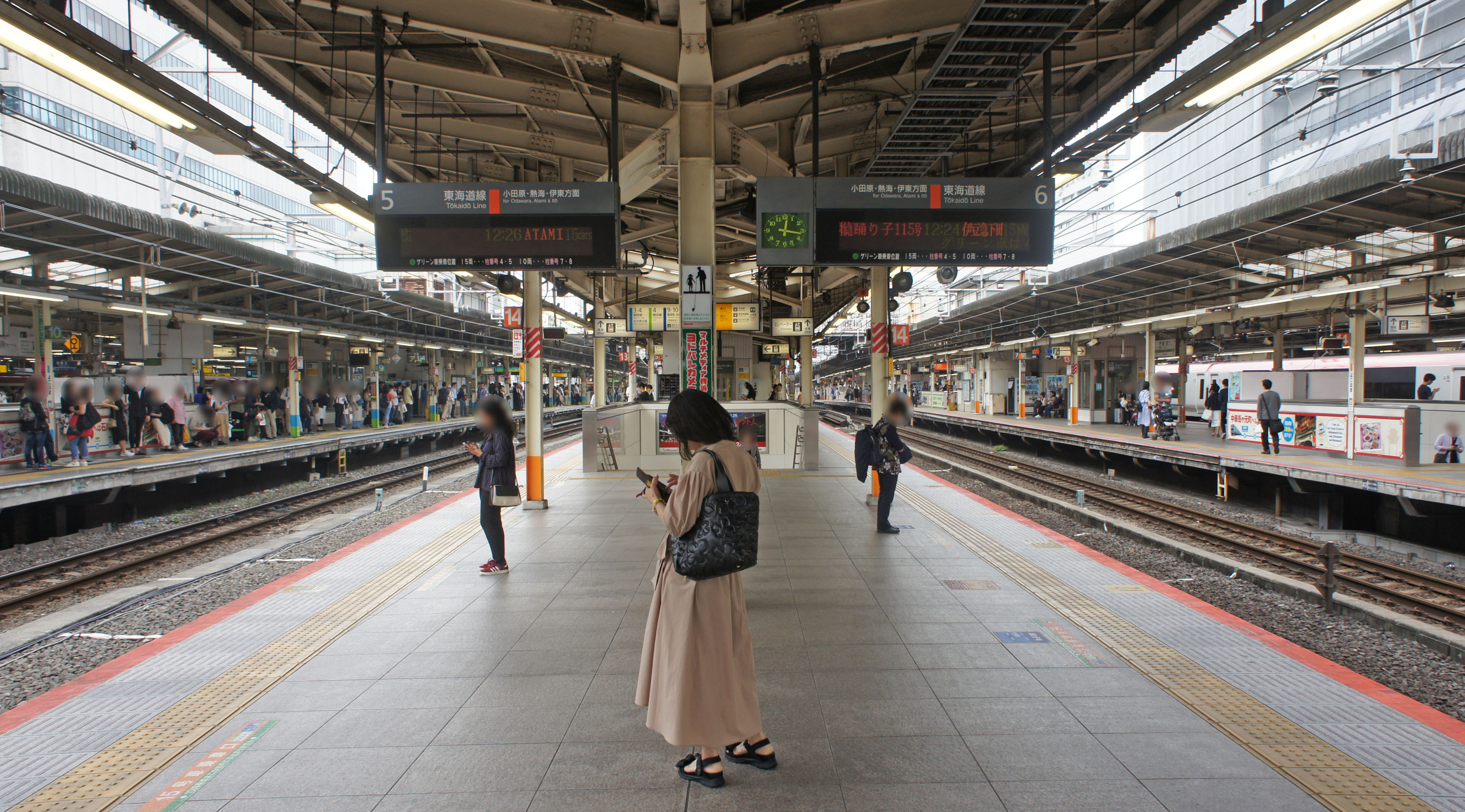
Bahnsteige von JR East
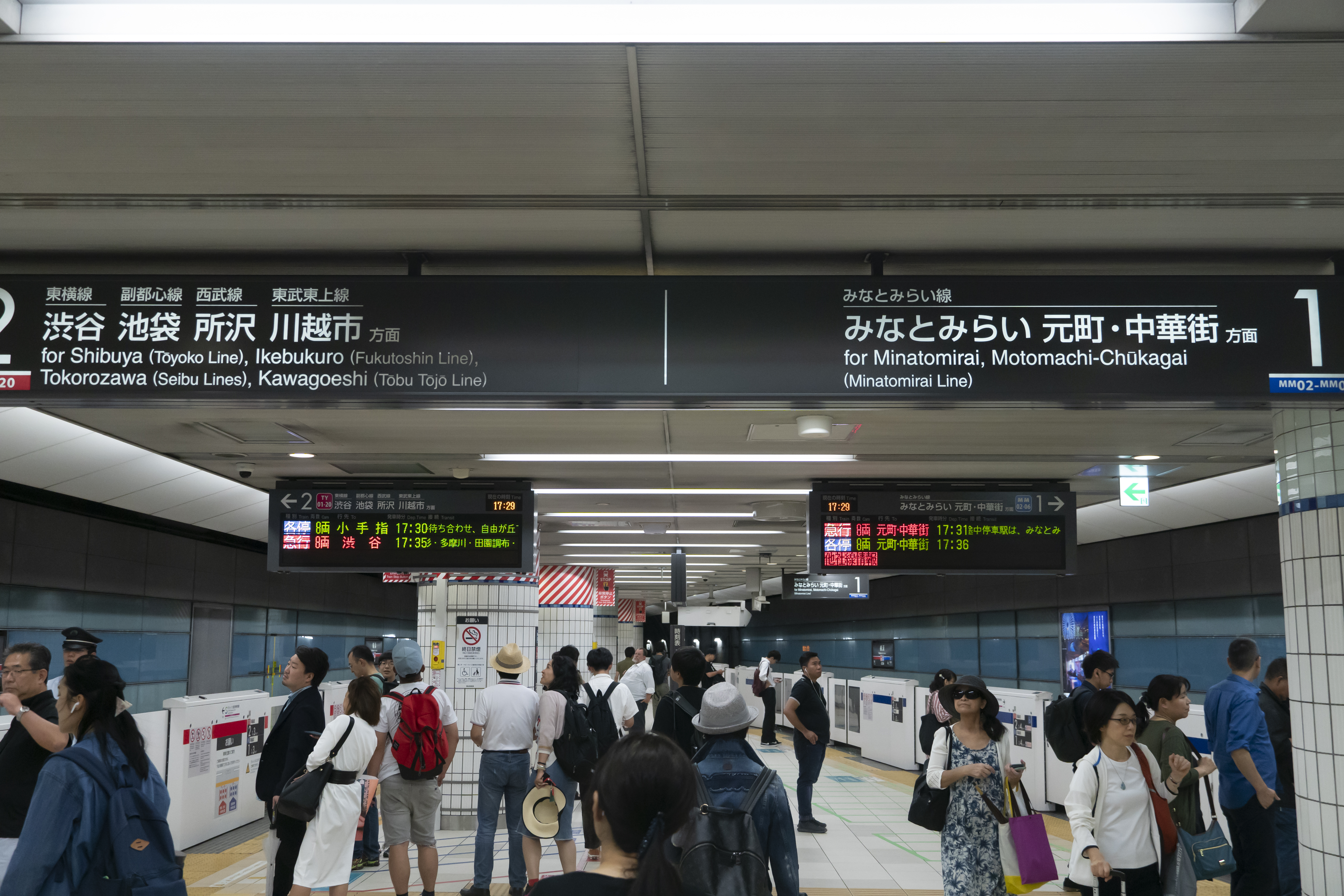
Tunnelbahnhof Tōkyū/YKT
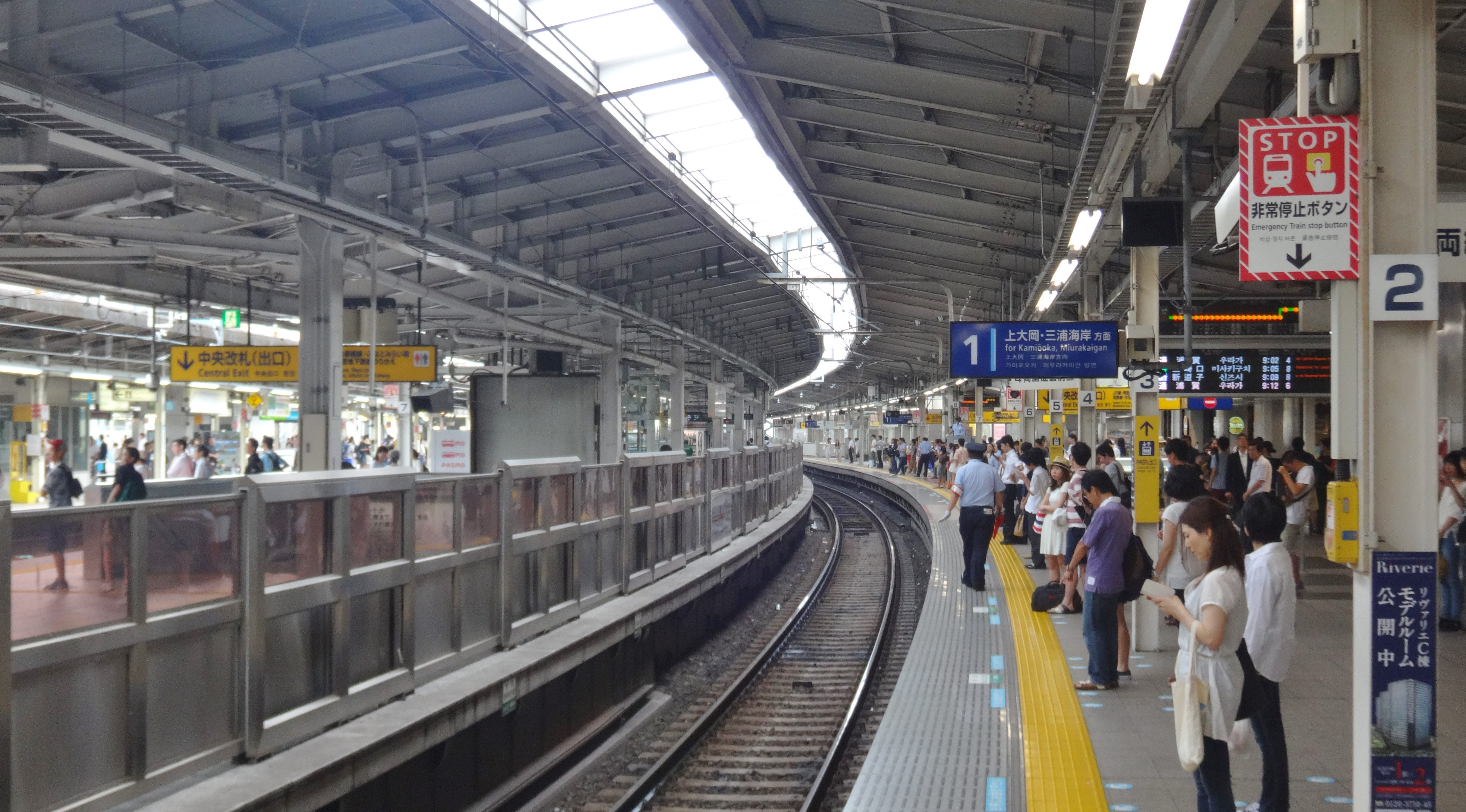
Keikyū-Bahnsteige
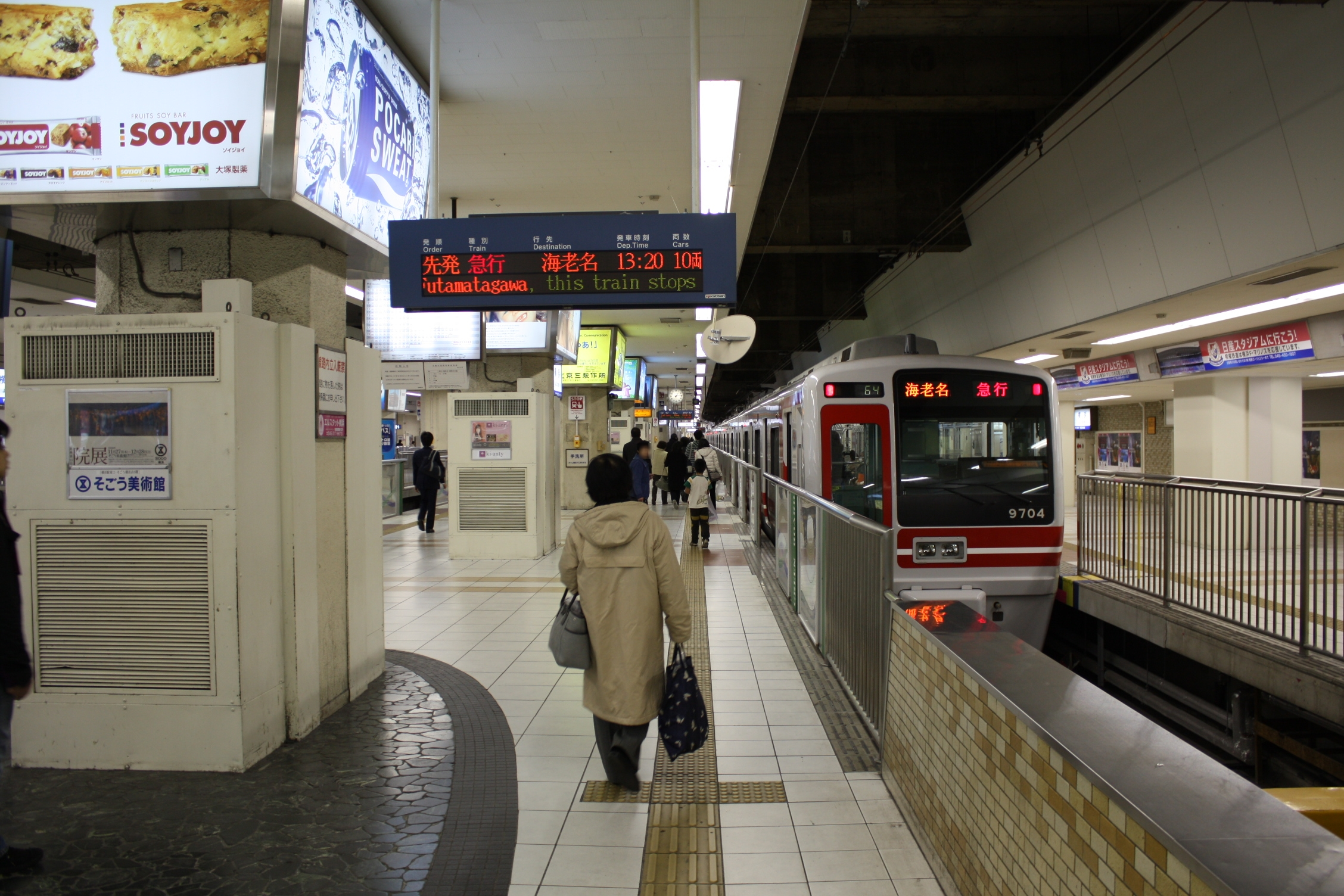
Sōtetsu-Bahnsteig
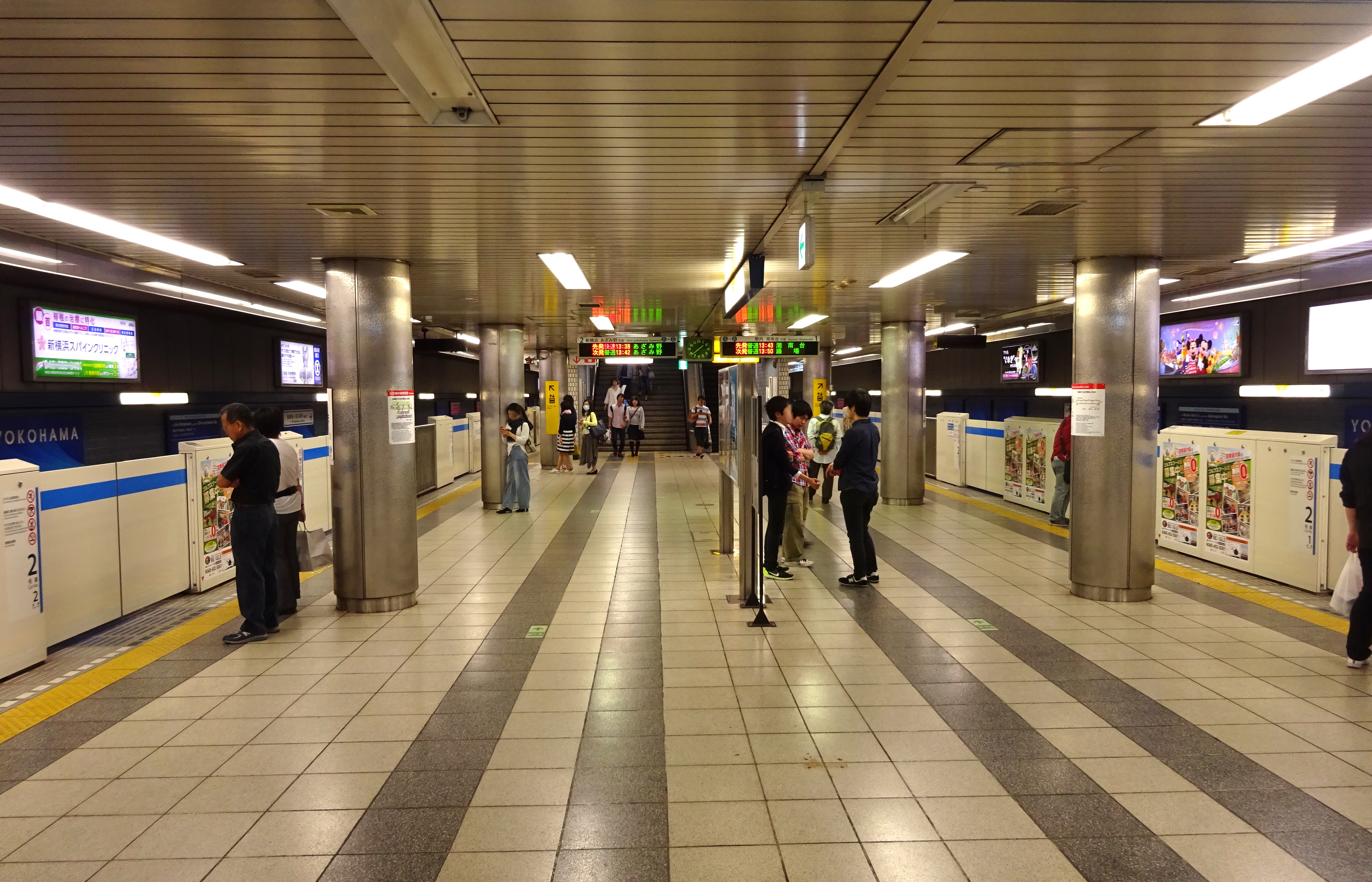
U-Bahnhof
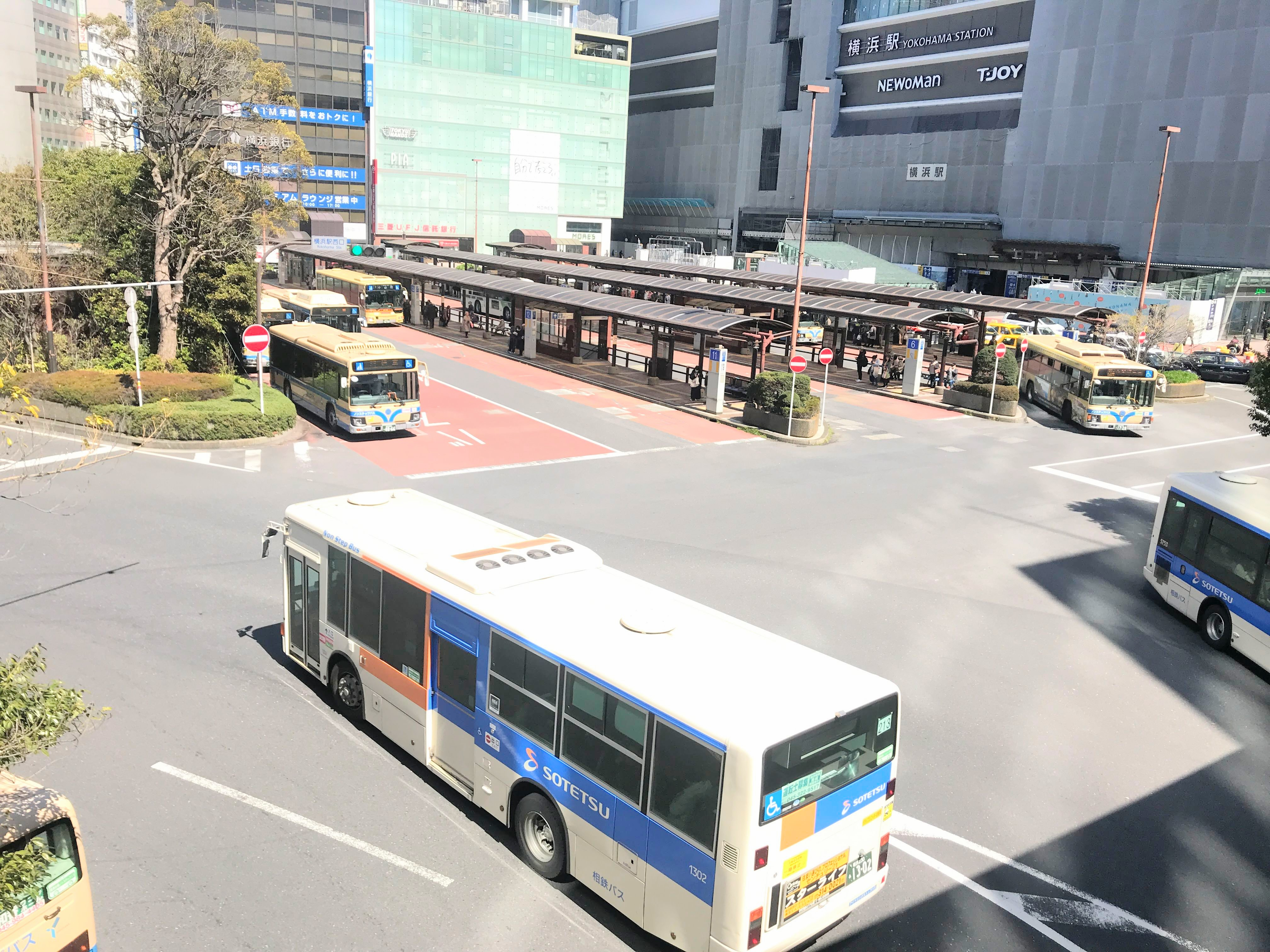
Busbahnhof auf dem westlichen Bahnhofsvorplatz

## Gleise
JR East
| 3   | ▉ Negishi-Linie         | Sakuragichō • Isogo • Ōfuna                  |
| 4   | ▉ Keihin-Tōhoku-Linie   | Kawasaki • Tokio • Ōmiya                     |
| 4   | ▉ Yokohama-Linie        | Yokohama • Machida • Hachiōji                |
| 5/6 | ▉ Tōkaidō-Hauptlinie    | Odawara • Atami • Itō                        |
| 7/8 | ▉ Tōkaidō-Hauptlinie    | Kawasaki • Tokio • Ōmiya                     |
| 9   | ▉ Yokosuka-Linie        | Ōfuna • Zushi • Kurihama                     |
| 9   | ▉ Shōnan-Shinjuku-Linie | Ōfuna • Zushi • Fujisawa • Odawara           |
| 10  | ▉ Yokosuka-Linie        | Shinagawa • Tokio • Chiba • Flughafen Narita |
| 10  | ▉ Shōnan-Shinjuku-Linie | Shibuya • Shinjuku • Shinagawa               |

Keikyū
| 1 | ▉ Keikyū-Hauptlinie | Kamiōoka • Uraga • Miurakaigan               |
| 2 | ▉ Keikyū-Hauptlinie | Keikyū Kamata • Flughafen Haneda • Shinagawa |

Tōkyū Dentetsu / YKT
| 1 | ▉ Minatomirai-Linie | Motomachi-Chūkagai                         |
| 2 | ▉ Tōyoko-Linie      | Shibuya • Ikebukuro • Tokorozawa • Kawagoe |

Sagami Tetsudō
| 1/2 | ▉ Sōtetsu-Hauptlinie | Futamatagawa • Shōnandai • Ebina |
| 3   | ▉ Sōtetsu-Hauptlinie | (nur zum Aussteigen)             |

U-Bahn
| 1 | ▉ Blaue Linie | Kamiōoka • Totsuka • Shōnandai |
| 2 | ▉ Blaue Linie | Shin-Yokohama • Azamino        |

## Linien
| Verlauf der Tōkaidō-Hauptlinie (Tokio–Atami) |
| --- |
| Tokyo • Shimbashi • Shinagawa • Kawasaki • Yokohama • Totsuka • Ōfuna • Fujisawa • Tsujidō • Chigasaki • Hiratsuka • Ōiso • Ninomiya • Kōzu • Kamonomiya • Odawara • Hayakawa • Nebukawa • Manazuru • Yugawara • Atami |

| Verlauf der Keihin-Tōhoku-Linie / Negishi-Linie |
| --- |
| Ōmiya • Saitama-Shintoshin • Yono • Kita-Urawa • Urawa • Minami-Urawa • Warabi • Nishi-Kawaguchi • Kawaguchi • Akabane • Higashi-Jūjō • Ōji • Kami-Nakazato • Tabata • Nishi-Nippori • Nippori • Uguisudani • Ueno • Okachimachi • Akihabara • Kanda • Tokyo • Yūrakuchō • Shimbashi • Hamamatsuchō • Tamachi • Takanawa Gateway • Shinagawa • Ōimachi • Ōmori • Kamata • Kawasaki • Tsurumi • Shin-Koyasu • Higashi-Kanagawa • Yokohama • Sakuragichō • Kannai • Ishikawachō • Yamate • Negishi • Isogo • Shin-Sugita • Yōkōdai • Kōnandai • Hongōdai • Ōfuna |

| Verlauf der Shōnan-Shinjuku-Linie |
| --- |
| Ōmiya • Urawa • Akabane • Ikebukuro • Shinjuku • Shibuya • Ebisu • Ōsaki • Nishi-Ōi • Musashi-Kosugi • Shin-Kawasaki • Yokohama • Hodogaya • Higashi-Totsuka • Totsuka • Ōfuna • Kita-Kamakura • Kamakura • Zushi |

| Verlauf der Sōbu-Schnellbahnlinie / Yokosuka-Linie |
| --- |
| Tsudanuma • Funabashi • Ichikawa • Shin-Koiwa • Kinshichō • Bakurochō • Shin-Nihombashi • Tokyo • Shimbashi • Shinagawa • Nishi-Ōi • Musashi-Kosugi • Shin-Kawasaki • Yokohama • Hodogaya • Higashi-Totsuka • Totsuka • Ōfuna • Kita-Kamakura • Kamakura • Zushi • Higashi-Zushi • Taura • Yokosuka • Kinugasa • Kurihama |

| Verlauf der Keikyū-Hauptlinie |
| --- |
| Sengakuji • Shinagawa • Kitashinagawa • Shimbamba • Aomono-yokochō • Samezu • Tachiaigawa • Ōmorikaigan • Heiwajima • Ōmorimachi • Umeyashiki • Keikyū Kamata • Zōshiki • Rokugōdote • Keikyū Kawasaki • Hatchōnawate • Tsurumi-Ichiba • Keikyū Tsurumi • Kagetsu-sōjiji • Namamugi • Keikyū Shinkoyasu • Koyasu • Kanagawa-Shimmachi • Keikyū Higashi-kanagawa • Kanagawa • Yokohama • Tobe • Hinodechō • Koganechō • Minamiōta • Idogaya • Gumyōji • Kamiōoka • Byōbugaura • Sugita • Keikyū Tomioka • Nōkendai • Kanazawa-bunko • Kanazawa-hakkei • Oppama • Keikyū Taura • Anjinzuka • Hemi • Shioiri • Yokosuka-chūō • Kenritsudaigaku • Horinouchi • Keikyū Ōtsu • Maborikaigan • Uraga |

| Verlauf der Tōkyū Tōyoko-Linie / Minatomirai-Linie |
| --- |
| Shibuya • Daikan-yama • Naka-Meguro • Yūtenji • Gakugei-daigaku • Toritsu-daigaku • Jiyūgaoka • Den’en-chōfu • Tamagawa • Shin-Maruko • Musashi-Kosugi • Motosumiyoshi • Hiyoshi • Tsunashima • Ōkurayama • Kikuna • Myōrenji • Hakuraku • Higashi-Hakuraku • Tammachi • Yokohama • ShinTakashima • Minatomirai • Bashamichi • ShinTakashima • Nihon-ōdōri • Motomachi-Chūkagai |

## Geschichte

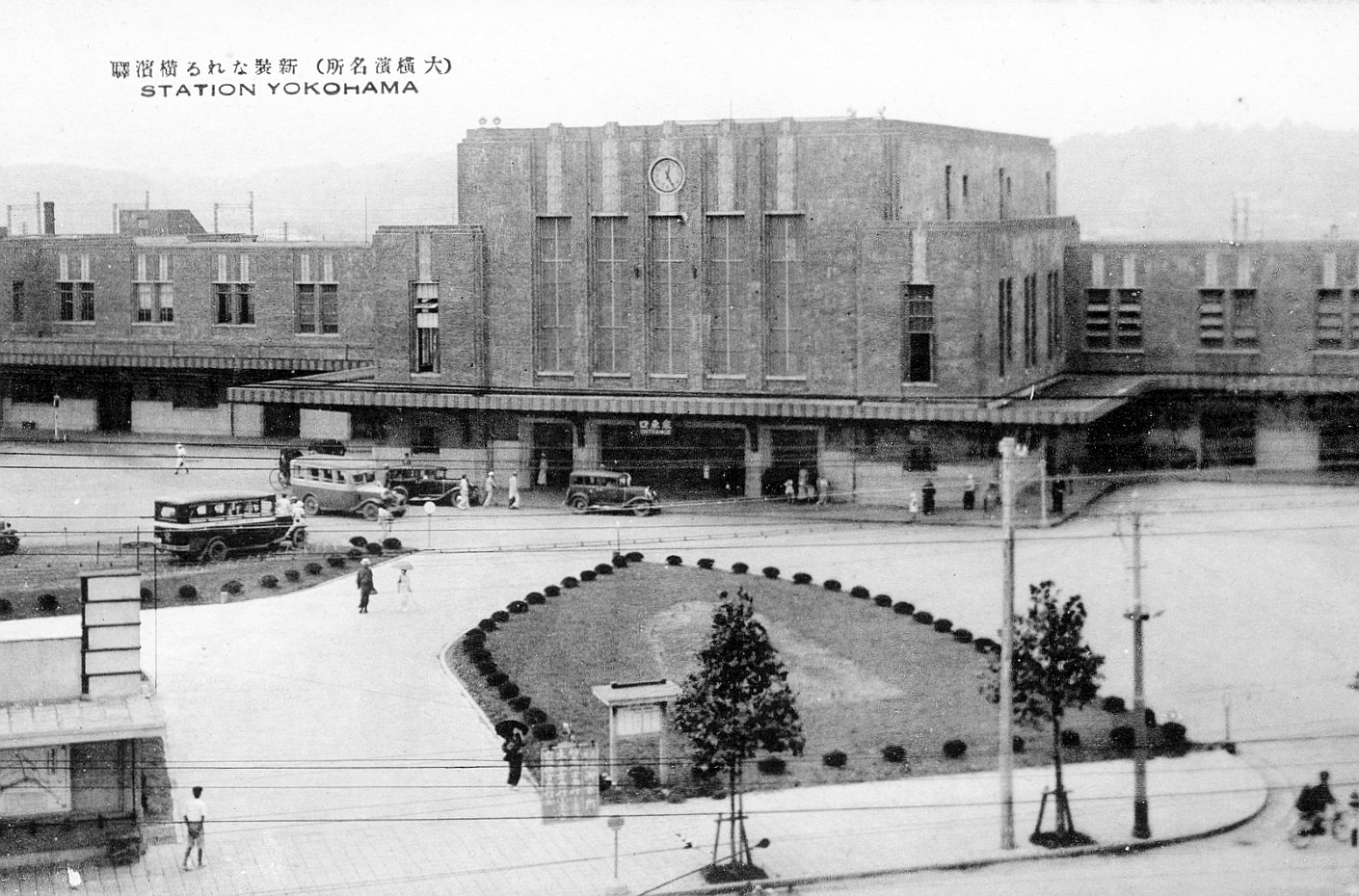
Bahnhof Yokohama (1930)

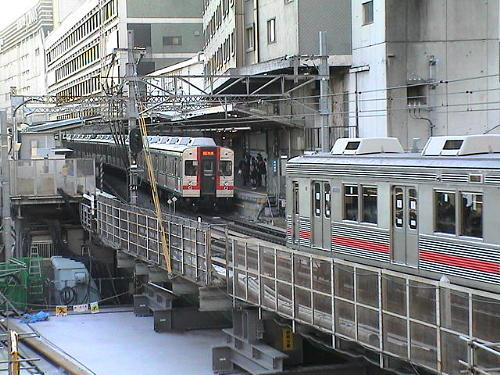
Ehemaliger Tōkyū-Bahnhof (2004 abgerissen)

Die im Jahr 1872 eröffnete erste Bahnstrecke Japans führte von Tokio nach Yokohama und war Teil der heutigen Tōkaidō-Hauptlinie. Allerdings befand sich die südliche Endstation Yokohama näher beim Hafen und sein Standort entsprach vier Jahrzehnte lang jenem des heutigen Bahnhofs Sakuragichō. Die Inbetriebnahme der elektrischen Keihin-Linie im Dezember 1914 machte eine Neuordnung des Bahnverkehrs erforderlich. Beim heutigen U-Bahnhof Takashimachō entstand ein neuer Bahnhof mit dem Namen Yokohama, der am 15. August 1915 eröffnet wurde. Er lag an einer Abkürzungsstrecke nach Hodogaya, die bereits 1898 zur Vermeidung des Kopfbahnhofs eröffnet worden war. Beim Großen Kantō-Erdbeben am 1. September 1923 stürzte er in sich zusammen und musste deshalb notdürftig einem Provisorium weichen.
Der zerstörte Hauptbahnhof war auf einem Grundstück erbaut worden, das durch Landgewinnung am Ufer der Bucht von Tokio entstanden war. Das Gelände galt mittlerweile als zu instabil, sodass das Eisenbahnministerium beschloss, am heutigen Standort einen Neubau zu errichten. Am 18. Mai 1928 verlängerte die private Bahngesellschaft Tōkyū Dentetsu die Tōyoko-Linie vom bisherigen Endbahnhof Kanagawa nach Takashimachō. Dieser Streckenabschnitt führte fünf Monate lang durch die Großbaustelle. Schließlich erfolgte am 15. Oktober desselben Jahres die Eröffnung des neuen Hauptbahnhofs. Die elektrischen Vorortszüge der Keikyū, deren Endstation bisher der benachbarte Bahnhof Kanagawa gewesen war, hielten ab 22. Juni 1929 an einem temporären Bahnsteig im Bahnhof Yokohama. Der definitive Bahnsteig ging am 5. Februar 1930 in Betrieb, die südliche Fortsetzung der Keikyū-Hauptlinie nach Koganechō am 26. Dezember 1931. Die Jinchū Tetsudō, eine Vorgängerin der Sagami Tetsudō, verlängerte am 27. Dezember 1933 die Sōtetsu-Hauptlinie von Futamatagawa bis hierher.
Ein Luftangriff auf Yokohama durch die United States Army Air Forces am 29. Mai 1945 führte zur Zerstörung eines großen Teils der Bahnanlagen, die daraufhin nach und nach wiederhergestellt werden mussten. Von 1959 bis 1972 verband ein Oberleitungsbus den Bahnhof mit dem Stadtzentrum. Das Verkehrsamt der Stadt Yokohama eröffnete am 4. September 1976 ein Teilstück der Blauen Linie der U-Bahn Yokohama zwischen Isezaki-Chōjamachi und dem Bahnhof Yokohama, am 14. März 1985 folgte die Verlängerung zum Bahnhof Shin-Yokohama. Die Tōkaidō-Hauptlinie und die Yokosuka-Linie erhielten am 1. Oktober 1980 getrennte Bahnsteige, am 7. November 1980 eröffnete die Japanische Staatsbahn nach mehrjähriger Bauzeit ein neues Empfangsgebäude an der Ostseite. Aus Kostengründen stellte sie am 1. November 1986 die Gepäckaufgabe ein. Im Rahmen der Staatsbahnprivatisierung ging der bisher staatlich verwaltete Teil des Bahnhofs am 1. April 1987 in den Besitz der neuen Gesellschaft JR East über.
Am 19. April 1995 ereignete sich im Bahnhof Yokohama ein Zwischenfall, bei dem große Mengen Phosgen freigesetzt wurden. Da dies nur einen Monat nach dem Sarin-Anschlag auf die U-Bahn Tokio geschehen war, vermuteten die Behörden zunächst einen Zusammenhang mit der Sekte Ōmu Shinrikyō. Insgesamt mussten 668 Personen ärztlich behandelt werden, Tote gab es jedoch keine. Verantwortlich war ein 31-jähriger Mann, der eine Flasche mit legal erhältlichem Selbstverteidigungsspray geöffnet hatte. Am 30. Januar 2004 legte Tōkyū Dentetsu den Abschnitt Yokohama–Sakuragichō der Tōyoko-Linie still. Stattdessen begann sie die Züge zwei Tage später auf die neu eröffnete Minatomirai-Linie zu leiten. Die Stadtverwaltung ließ den nicht mehr benötigten Tōkyū-Viadukt zu einer urbanen Grünfläche umgestalten und machte ihn zwischen 2006 und 2011 als Tōyoko Flower Green Road der Öffentlichkeit zugänglich.